# جمعية البنوك الأردنية
جمعية البنوك الأردنية هي جمعة اردنية تعنى بالبنوك بشكل عام تأسست عام 1978، وتضم جميع البنوك العاملة في المملكة بعضوية إلزامية. تهدف الجمعية إلى دعم البنوك الأعضاء وتعزيز دورها في التنمية المستدامة، وتعمل على تطوير العمل المصرفي، وتحقيق التنسيق بين البنوك وأصحاب المصلحة، ورفع جودة الخدمات المصرفية، والمساهمة في الاستقرار المالي وتعزيز الثقة في القطاع المصرفي الأردني. والجمعية عضو في اتحاد المصارف العربية، ومبادرة تمويل برنامج الامم المتحده للبيئة و شبكة الخدمات المصرفية والتمويل المستدام.

## مجلس الادارة
يتولى المجلس ادارة الجمعية والاشراف على شؤونها, ويتألف من تسعة أعضاء يتم انتخابهم من قبل الهيئة العامة لمدة اربعة سنوات. ويتم انتخاب رئيس المجلس بصفته الشخصية ليكون رئيسا للمجلس وللهيئة العامة ايضا:
- السيد باسم خليل السالم - رئيسا
- السيد عمار الصفدي
- الفاضلة رندة الصادق
- د. أحمد الحسين
- السيد هيثم البطيخي
- السيد رائد المصيص
- د.حسين سعيد
- معالي السيدة ناديا السعيد
- د. عدنان الاعرج
- عطوفة السيد زياد غنما - عن البنك المركزي

## انظر ايضا
- البنك المركزي الأردني